# Дені Гітлі
Дені Гітлі (англ. Dany Heatley, нар. 21 січня 1981, Фрайбург) — канадський хокеїст, що грав на позиції крайнього нападника. Грав за збірну команду Канади.
Олімпійський чемпіон. Провів понад 900 матчів у Національній хокейній лізі.

## Ігрова кар'єра

### На клубному рівні
Хокейну кар'єру розпочав 2000 року на аматорському рівні виступами за університетську команду «Вісконсин».
2000 року був обраний на драфті НХЛ під 2-м загальним номером командою «Атланта Трешерс».
«Атланта Трешерс» (2001–2005)
У складі «Трешерс» дебютував у сезоні 2001–02, набравши у регулярній першості 67 очок та став переможцем Пам'ятного трофею Колдера.
Наступного сезону Дені набирає рекордні 89 очок.
У вересні 2003 року він потрапляє в автомобільну аварію на Ferrari 360 разом з партнером по клубу Дені Снайдером, який отримав перелом черепу та через шість днів помер від септичного шоку. До основного складу Гітлі повернувся після тривалого лікування в січні 2004 року.
Через локаут у сезоні 2004–05, він виступає в Європі, де захищає кольори спочатку швейцарського СК «Берн», а наприкінці ігрового сезону російського «Ак Барсу».
«Оттава Сенаторс» (2005–2009)
Влітку 2005 нападник був проданий до «Оттава Сенаторс». З «сенаторами» Дені укладає трирічний контракт на суму $13.5 мільйонів доларів. 29 жовтня 2005, Гітлі вдзначився покером у перемождному матчі 8–0 проти «Торонто Мейпл Ліфс». Свій перший сезон у складі Оттави він завершив з новим рекордом набраних очок 103 у 82-х іграх регулярної першості.
У сезоні 2006–07 років, Дені відзначається вдруге поспіль півсотнею голів у регулярній першості та стає першим гравцем після Павла Буре, також він входить до першої команди всіх зірок. У фіналі Кубка Стенлі його клуб поступився в серії 1:4 «Анагайм Дакс».
Сезон 2007–08 став не таким вдалим за попередній. Гітлі пропустив 11 матчів через травму яку зазнав через зіткнення з гравцем «Детройт Ред Вінгз» Далласом Дрейком.
3 жовтня 2008 року його та Кріса Філліпса обрано асистентами капітану «сенаторів» Данієля Альфредссона.
«Сан-Хосе Шаркс» (2009–2011)

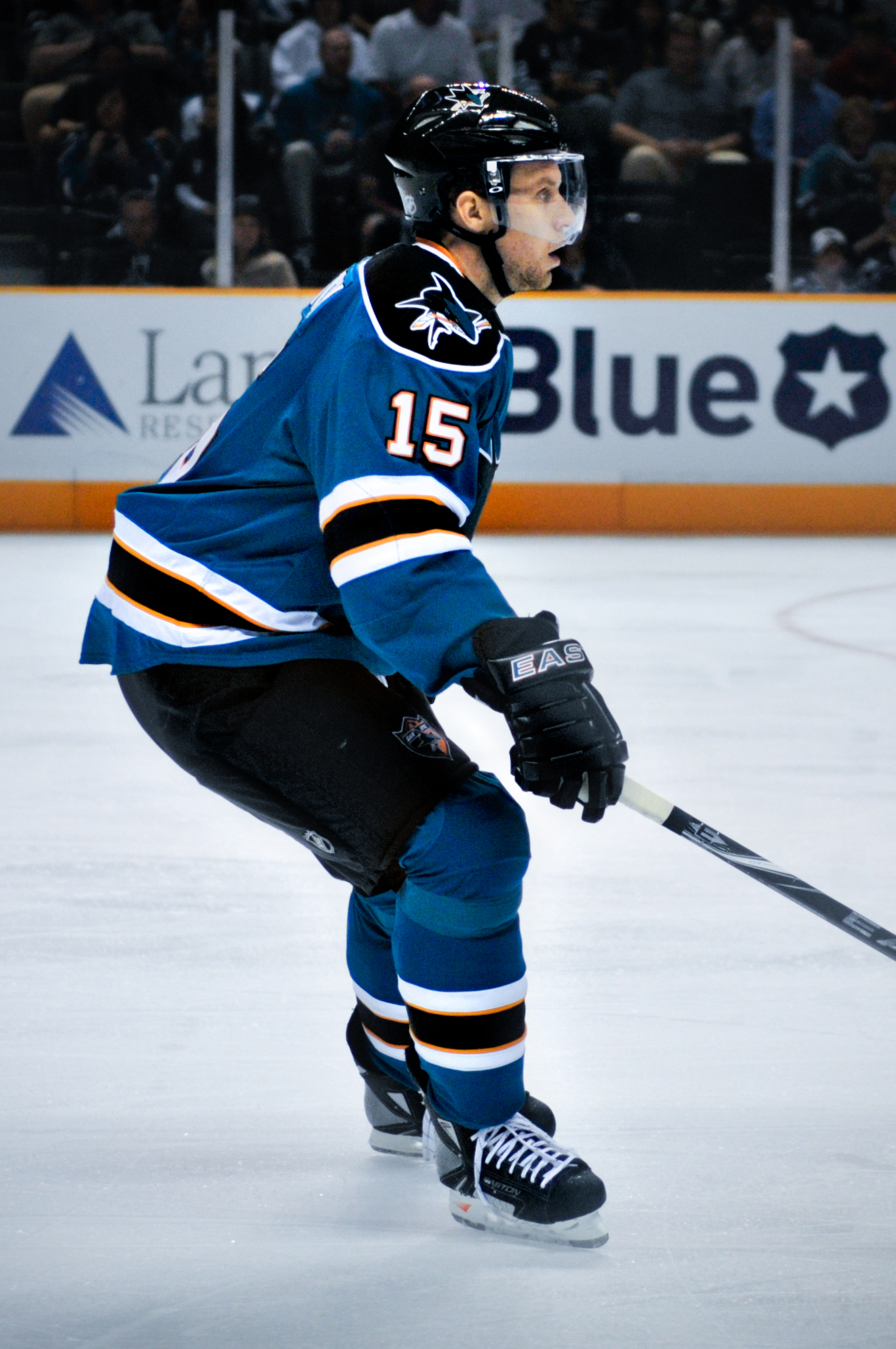
Гітлі в формі «Шаркс», 2009 рік.

12 вересня 2009, Гітлі обміняли на двох гравців «акул» Мілана Міхалека та Джонатана Чічу.
У четвертому матчі першості Дені відзначивсся першим хет-триком у переможному матчі проти «Колумбус Блю-Джекетс». 20 листопада, він відзначається другим хет-триком у переможному матчі 6–3 проти «Філадельфія Флаєрс».
2 грудня 2010, гравець вперше грав в Оттаві, незважаючи на таблички з прикрими написами на адресу Гітлі «акули» перемогли «сенаторів» 4–0, а сам нападник записав до свого активу результативну передачу.
«Міннесота Вайлд» (2011–2014)
3 липня 2011 його обмінюють до «Міннесоти» на чеського гравця Мартіна Гавлата. Тут він грає разом з Девіном Сетогучі, колишнім партнером по «Оттаві».
У скороченному сезоні 2012–13 Дені в 36-и іграх набирає 21 очко. У квітні він отримав травму після зіткнення з колишнім партнером по «акулам» Власичем.
Сезон 2013–14 став найгіршим в кар'єрі гравця за час виступів у НХЛ — 19 очок в перших 55-и матчах.
«Анагайм Дакс» (2014–2015)
9 липня 2014, як вільний агент Гітлі уклав угоду з «Дакс» але 11 грудня 2014 його відправили до фарм-клубу «Норфолк Едміралс». 28 лютого 2015 року нападника продали до «Флорида Пантерс» в обмін на Томаша Флейшманна та транзитом відправлений до фарм-клубу «Сан-Антоніо Ремпедж».
Загалом провів 946 матчів у НХЛ, включаючи 77 ігор плей-оф Кубка Стенлі.
«Томас Сабо Айс Тайгерс»
17 вересня 2015 він укладає угоду з німецьким клубом з Нюрнбергу. Цей сезон став останнім в ігровій кар'єрі гравця.

### На рівні збірних
Був гравцем молодіжної збірної Канади в складі якої став двічі бронзовим призером. Виступав за національну збірну Канади, на головних турнірах світового хокею провів 71 гру в її складі.

## Нагороди та досягнення
- Пам'ятний трофей Колдера — 2002.
- Учасник матчу усіх зірок НХЛ — 2003, 2007, 2008, 2009.
- Друга команда всіх зірок — 2006.
- Перша команда всіх зірок — 2007.
- Чемпіон світу — 2003, 2004.
- Володар Кубку світу — 2004.
- Олімпійський чемпіон — 2010.

## Статистика

### Клубні виступи
| Сезон        | Клуб                     | Ліга         | Регулярний сезон | Регулярний сезон | Регулярний сезон | Регулярний сезон | Регулярний сезон | Плей-оф | Плей-оф | Плей-оф | Плей-оф | Плей-оф |
| Сезон        | Клуб                     | Ліга         | І                | Г                | П                | О                | ШХ               | І       | Г       | П       | О       | ШХ      |
| ------------ | ------------------------ | ------------ | ---------------- | ---------------- | ---------------- | ---------------- | ---------------- | ------- | ------- | ------- | ------- | ------- |
| 1999–00      | «Вісконсин»              | НКАА         | 38               | 28               | 28               | 56               | 32               | —       | —       | —       | —       | —       |
| 2000–01      | «Вісконсин»              | НКАА         | 39               | 24               | 33               | 57               | 74               | —       | —       | —       | —       | —       |
| 2001–02      | «Атланта Трешерс»        | НХЛ          | 82               | 26               | 41               | 67               | 56               | —       | —       | —       | —       | —       |
| 2002–03      | «Атланта Трешерс»        | НХЛ          | 77               | 41               | 48               | 89               | 58               | —       | —       | —       | —       | —       |
| 2003–04      | «Атланта Трешерс»        | НХЛ          | 31               | 13               | 12               | 25               | 18               | —       | —       | —       | —       | —       |
| 2004–05      | «Берн»                   | НЛА          | 16               | 14               | 10               | 24               | 58               | —       | —       | —       | —       | —       |
| 2004–05      | «Ак Барс»                | Росія        | 11               | 3                | 1                | 4                | 22               | 4       | 2       | 1       | 3       | 4       |
| 2005–06      | «Оттава Сенаторс»        | НХЛ          | 82               | 50               | 53               | 103              | 86               | 10      | 3       | 9       | 12      | 11      |
| 2006–07      | «Оттава Сенаторс»        | НХЛ          | 82               | 50               | 55               | 105              | 74               | 20      | 7       | 15      | 22      | 12      |
| 2007–08      | «Оттава Сенаторс»        | НХЛ          | 71               | 41               | 41               | 82               | 76               | 4       | 0       | 1       | 1       | 6       |
| 2008–09      | «Оттава Сенаторс»        | НХЛ          | 82               | 39               | 33               | 72               | 88               | —       | —       | —       | —       | —       |
| 2009–10      | «Сан-Хосе Шаркс»         | НХЛ          | 82               | 39               | 43               | 82               | 54               | 14      | 2       | 11      | 13      | 16      |
| 2010–11      | «Сан-Хосе Шаркс»         | НХЛ          | 80               | 26               | 38               | 64               | 56               | 18      | 3       | 6       | 9       | 12      |
| 2011–12      | «Міннесота Вайлд»        | НХЛ          | 82               | 24               | 29               | 53               | 28               | —       | —       | —       | —       | —       |
| 2012–13      | «Міннесота Вайлд»        | НХЛ          | 36               | 11               | 10               | 21               | 8                | —       | —       | —       | —       | —       |
| 2013–14      | «Міннесота Вайлд»        | НХЛ          | 76               | 12               | 16               | 28               | 18               | 11      | 1       | 5       | 6       | 4       |
| 2014–15      | «Анагайм Дакс»           | НХЛ          | 6                | 0                | 0                | 0                | 0                | —       | —       | —       | —       | —       |
| 2014–15      | «Норфолк Едміралс»       | АХЛ          | 25               | 2                | 5                | 7                | 8                | —       | —       | —       | —       | —       |
| 2014–15      | «Сан-Антоніо Ремпедж»    | АХЛ          | 18               | 6                | 7                | 13               | 8                | 3       | 0       | 0       | 0       | 0       |
| 2015–16      | «Томас Сабо Айс Тайгерс» | ДХЛ          | 46               | 17               | 15               | 32               | 30               | 12      | 2       | 3       | 5       | 14      |
| Усього в НХЛ | Усього в НХЛ             | Усього в НХЛ | 869              | 372              | 419              | 791              | 620              | 77      | 16      | 47      | 63      | 63      |

### Збірна
| Рік                | Команда            | Турнір             | Місце              | І  | Г  | П  | О  | ШХ |
| ------------------ | ------------------ | ------------------ | ------------------ | -- | -- | -- | -- | -- |
| 2000               | Канада             | МЧС                | 3                  | 7  | 2  | 2  | 4  | 4  |
| 2001               | Канада             | МЧС                | 3                  | 7  | 3  | 2  | 5  | 10 |
| 2002               | Канада             | ЧС                 | 6-е                | 7  | 2  | 2  | 4  | 2  |
| 2003               | Канада             | ЧС                 | 1                  | 9  | 7  | 3  | 10 | 10 |
| 2004               | Канада             | ЧС                 | 1                  | 9  | 8  | 3  | 11 | 4  |
| 2004               | Канада             | КС                 | 1                  | 6  | 0  | 2  | 2  | 2  |
| 2005               | Канада             | ЧС                 | 2                  | 9  | 3  | 4  | 7  | 16 |
| 2006               | Канада             | ОІ                 | 7-е                | 6  | 2  | 1  | 3  | 8  |
| 2008               | Канада             | ЧС                 | 2                  | 9  | 12 | 8  | 20 | 4  |
| 2009               | Канада             | ЧС                 | 2                  | 9  | 6  | 4  | 10 | 8  |
| 2010               | Канада             | ОІ                 | 1                  | 7  | 4  | 3  | 7  | 4  |
| Національна збірна | Національна збірна | Національна збірна | Національна збірна | 71 | 44 | 30 | 74 | 56 |